# Patryk Bryll
Patryk Bryll (* 9. April 1978) ist ein polnischer Poolbillardspieler.

## Karriere
Im Juni 1996 erreichte Patryk Bryll das Finale der polnischen Meisterschaft im 14/1 endlos und unterlag dort dem Titelverteidiger Karol Augustynowicz. 1998 wurde er polnischer Meister in den Disziplinen 14/1 endlos und 9-Ball. Ein Jahr später wurde er Dritter im 9-Ball, 2000 kam er im 8-Ball und im 14/1 endlos auf den dritten Platz. Im November 2001 wurde er durch einen Finalsieg gegen Robert Zachar zum zweiten Mal polnischer Meister im 14/1 endlos. Im Mai 2002 erreichte er beim IBC-Tour-Turnier Munich Open den 33. Platz. Bei der polnischen Meisterschaft 2003 zog er ins 8-Ball-Finale ein, in dem er jedoch gegen Tomasz Kapłan verlor. Bei den German Open 2011 erreichte er das Achtelfinale und unterlag dort dem späteren Finalisten Serge Das nur knapp 7:8.

## Erfolge
| Polnischer 14/1-endlos-Meister: | 1998, 2001 |
| Polnischer 9-Ball-Meister:      | 1998       |